# Стамма, Филипп
Филипп Стамма (англ. Philipp Stamma; около 1705, Алеппо — 1755, Лондон) — шахматист и шахматный композитор сирийского происхождения. Жил в Англии и во Франции.

## Биография и шахматная деятельность
Автор «Essai sur le jeu des echecs» («Опыт шахматной игры, содержащий правила, как хорошо играть и добиваться выгоды посредством тонких ходов, которые можно назвать секретами этой игры»), 1737, где  привёл 100 позиций задачного или этюдного типа, в которых выигрыш достигается путём эффектных комбинаций с жертвами или тонкими этюдными манёврами. 
В 1720-х годах переехал в Лондон, где поступил переводчиком восточных языков в министерство иностранных дел. Выпустил на английском языке 2-е дополненное издание своей книги (1745) под названием «Благородная игра в шахматы», где видоизменив и заменив ряд задач, добавил 74 дебютных варианта, в том числе защиту против популярного тогда в Англии гамбита Каннингема. Книга Стаммы неоднократно переиздавалась, была переведена на немецкий, нидерландский и итальянский языки. Стамма повысил интерес у европейцев к задачам и этюдам.
Свои шахматные композиции составлял, руководствуясь канонами шатранджа, тем самым как бы установив своеобразную связь между старыми и новыми шахматами. Как и в мансубах шатранджа, позиции Стаммы напоминают положения из практических партий, причём король белых, которым нужно заматовать неприятельского короля (или выиграть партию), сам находится в безнадёжном положении.
Сыграл в Лондоне матч (1747) из 10 партий с юным Ф. Филидором, который играл все партии чёрными и засчитывал себе ничью как проигрыш (+2 −8).
С именем Стамма связано изобретение алгебраической нотации, впоследствии усовершенствованной М. Гиршелем (1784).

## Книги
- «Essai sur le jeu des echecs», 1737